# WTA-toernooi van Tokio (Gunze Classic)
Het WTA-toernooi van Tokio (Gunze Classic) was een tennistoernooi voor vrouwen dat van 1973 tot en met 1981 plaatsvond in de Japanse hoofdstad Tokio en enkele omringende steden. De officiële naam van het invitatietoernooi was Gunze Classic.
De WTA organiseerde het toernooi, dat werd gespeeld op een overdekte tapijtbaan.
Er werd door acht deelneemsters gestreden om de titel in het enkelspel, met soms daarnaast vier paren voor het dubbelspel.
Nadat het toernooi gedurende zes jaren (1973–1978) in november was georganiseerd, werd het in 1979 verplaatst naar mei, omdat met ingang van dat jaar het Borden Classic-toernooi in oktober ging plaatsvinden.

## Plaats van handeling
- 1973: Tokio
- 1974: Hirakata
- 1975: Osaka
- 1976–1980: Tokio en Kobe
- 1981: Tokio

## Meervoudig winnaressen enkelspel
| speelster           | aantal titels | in de jaren |
| ------------------- | ------------- | ----------- |
| Chris Evert         | 3             | 1974–1976   |
| Billie Jean King    | 2             | 1973, 1977  |
| Martina Navrátilová | 2             | 1979, 1980  |

## Finales

### Enkelspel
| Datum      | Naam                       | Cat. | ($)     | Ondergrond     | Winnares            | Verliezend finaliste | Uitslag       |
| ---------- | -------------------------- | ---- | ------- | -------------- | ------------------- | -------------------- | ------------- |
| 1973-11-19 | Gunze Classic              |      |         |                | Billie Jean King    | Nancy Gunter         | 6-4, 6-4      |
| 1974-11-18 | Gunze Tournament           |      |         | tapijt, binnen | Chris Evert         | Rosie Casals         | 6-0, 6-2      |
| 1975-11-24 | Gunze Open                 |      |         | tapijt, binnen | Chris Evert         | Françoise Dürr       | 6-2, 6-4      |
| 1976-11-25 | Gunze Classic              |      | 100.000 | tapijt, binnen | Chris Evert         | Sue Barker           | 6-2, 7-6      |
| 1977-11-22 | Gunze Classic Invitational |      | 125.000 | tapijt, binnen | Billie Jean King    | Martina Navrátilová  | 7-5, 5-7, 6-1 |
| 1978-11-21 | Gunze Classic              |      | 150.000 | tapijt, binnen | Tracy Austin        | Martina Navrátilová  | 6-1, 6-1      |
| 1979-05-15 | Gunze World Classic        |      | 87.500  | tapijt, binnen | Martina Navrátilová | Tracy Austin         | 6-1, 6-1      |
| 1980-05-12 | Gunze Classic              |      | 88.000  | tapijt, binnen | Martina Navrátilová | Pam Shriver          | 7-5, 6-3      |
| 1981-05-12 | Gunze Classic              |      | 100.000 | tapijt, binnen | Andrea Jaeger       | Tracy Austin         | 3-6, 6-3, 7-6 |

### Dubbelspel
| Datum      | Naam                | Cat. | ($)     | Ondergrond     | Winnaressen                          | Verliezend finalistes          | Uitslag       |
| ---------- | ------------------- | ---- | ------- | -------------- | ------------------------------------ | ------------------------------ | ------------- |
| 1974-11-18 | Gunze Tournament    |      |         | tapijt, binnen | Rosie Casals Lesley Hunt             | Julie Heldman Kazuko Sawamatsu | 6-3, 6-4      |
| 1975-11-24 | Gunze Open          |      |         | tapijt, binnen | Rosie Casals Françoise Dürr          | Jeanne Evert Olga Morozova     | 6-3, 6-3      |
| 1976-11-25 | Gunze Classic       |      | 100.000 | tapijt, binnen | Sue Barker Ann Kiyomura              | Rosie Casals Françoise Dürr    | 4-6, 6-3, 6-1 |
| 1978-11-21 | Gunze Classic       |      | 150.000 | tapijt, binnen | Martina Navrátilová Betty Stöve      | Tracy Austin Kathy May         | 4-6, 7-6, 6-3 |
| 1979-05-15 | Gunze World Classic |      | 87.500  | tapijt, binnen | Rosie Casals Martina Navrátilová     | Tracy Austin Laura duPont      | 6-4, 3-6, 6-3 |
| 1980-05-12 | Gunze Classic       |      | 88.000  | tapijt, binnen | Billie Jean King Martina Navrátilová | Rosie Casals Wendy Turnbull    | 6-3, 6-1      |
| 1981-05-12 | Gunze Classic       |      | 100.000 | tapijt, binnen | Pam Shriver Wendy Turnbull           | Andrea Jaeger Billie Jean King | 6-7, 6-1, 6-4 |